# Seznam kanadských panovníků

Kanadská královská standarta

Roku 1867 byl britským parlamentem přijat Zákon o Britské Severní Americe, který vyhlašoval „nezávislost“ dominia Kanada. Jednalo se o autonomní polonezávislý stát, pod vládou britského krále, který je od té doby zároveň král Kanady / královna Kanady (King of Canada / Queen of Canada). V roce 1931 přijal kanadský parlament Westminsterský statut, podle něhož se dominium Kanada stalo plně nezávislým královstvím se společným panovníkem s Velkou Británií. Tzv. Canada Act z roku 1982 definitivně odstranil zbylé ústavní vazby na Velkou Británií kromě společného panovníka (personální unie). 
Kanadský panovník je v Kanadě zastupován kanadským generálním guvernérem.

## Králové Kanady
| Hannoverská dynastie                                               |                    |                                    |           |                                                               |                                                  |
| jméno                                                              | obrázek            | období vlády                       | život     | rodiče                                                        | poznámky                                         |
| Viktorie I.                                                        | Viktorie I.        | 1867–1901                          | 1819–1901 | Eduard August Hannoverský Viktorie Sasko-Kobursko-Saalfeldská | 1. července 1867 bylo ustanoveno dominium Kanada |
| Dynastie Sachsen-Coburg-Gotha (od roku 1917 = Windsorská dynastie) |                    |                                    |           |                                                               |                                                  |
| jméno                                                              | obrázek            | období vlády                       | život     | rodiče                                                        | poznámky                                         |
| Eduard VII.                                                        | Eduard VII.        | 1901–1910                          | 1841–1910 | Albert Sasko-Kobursko-Gothajský Viktorie I.                   |                                                  |
| Jiří V.                                                            | Jiří V.            | 1910–1936                          | 1865–1936 | Eduard VII. Alexandra Dánská                                  | od r. 1931 je Kanada nezávislý stát              |
| Eduard VIII.                                                       | Eduard VIII.       | 20. leden 1936 – 11. prosinec 1936 | 1894–1972 | Jiří V. Marie z Tecku                                         |                                                  |
| Jiří VI.                                                           | Jiří VI.           | 1936–1952                          | 1895–1952 | Jiří V. Marie z Tecku                                         |                                                  |
| Alžběta II.                                                        | Alžběta II         | 1952–2022                          | 1926–2022 | Jiří VI. Elizabeth Bowes-Lyon                                 |                                                  |
| Karel III.                                                         | Karel III. Britský | od 2022                            | *1948     | Philip Alžběta II.                                            |                                                  |